# Lößnitzgrund und Lößnitzhänge
Das 115 Hektar große FFH-Gebiet Lößnitzgrund und Lößnitzhänge (Natura-2000-Gebiet, EU-Meldenr.: DE4847-304, Landesinterne Nr.: 159) befindet sich in der sächsischen Kulturlandschaft Lößnitz. Es ist damit Teil der Großen Kreisstadt Radebeul.

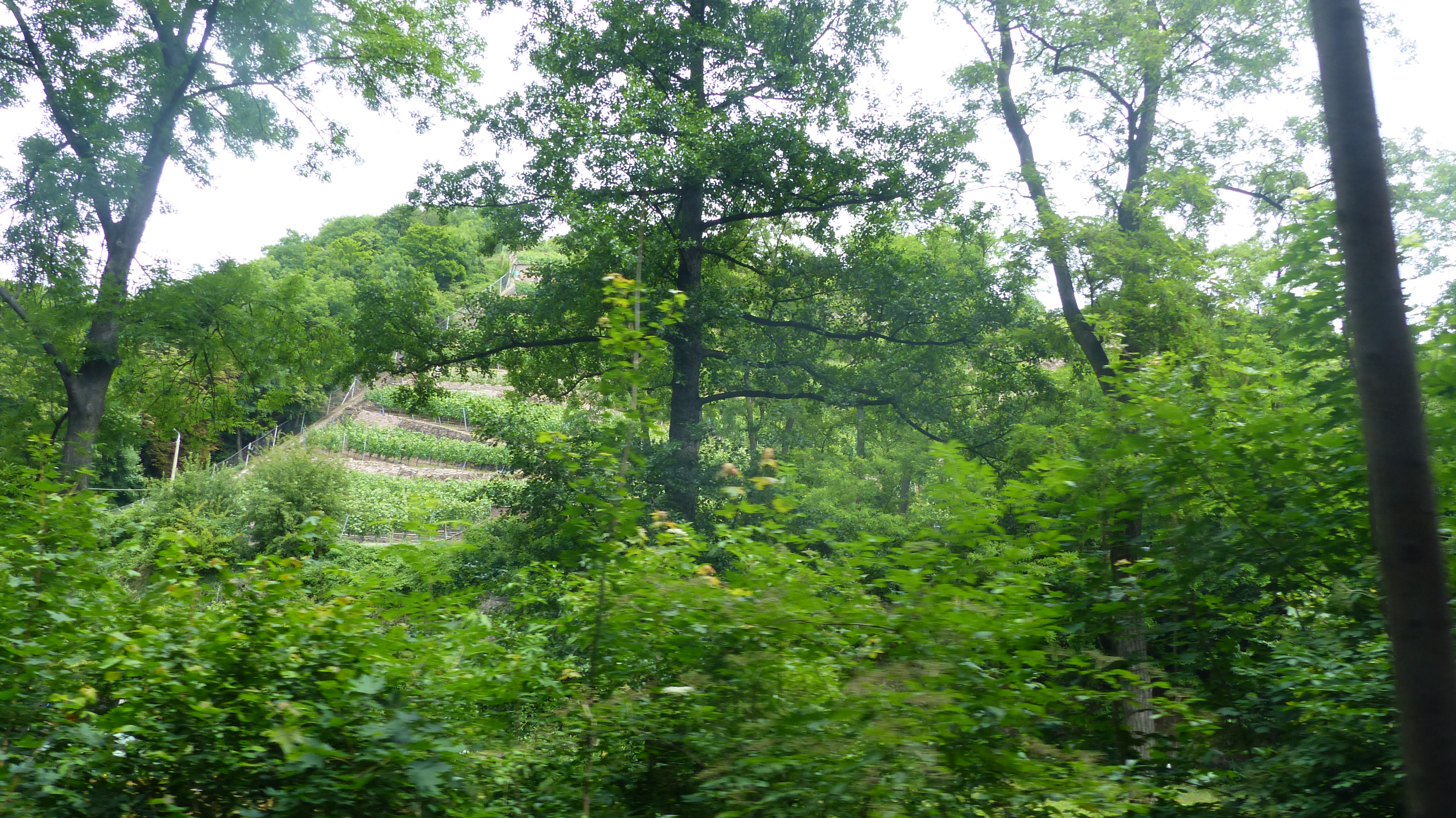
Lößnitzgrund-Hänge

Das Gebiet besteht vor allem aus Waldflächen auf beiden Seiten des Lößnitzbachs, den Hängen mit den Quellen am Straken sowie den bewaldeten Hängen im Fiedlergrund. Schutzwürdig sind „[m]ehr oder weniger steilhängige Bereiche mit Hainsimsen-Buchen(misch)wäldern und Eichen-Hainbuchenwäldern mit Übergängen zu bodensauren Eichenmischwäldern, Silikat-Magerrasen, zahlreiche Trockenmauern, Vorkommen gefährdeter Pflanzenarten“.
Laut Steckbrief des BfN existieren dort Habitate der Fledermausarten Mopsfledermaus und Großes Mausohr, dazu kommen Fischotter, Nachtfalter der Art Spanische Flagge sowie der Käfer Eremit.